# Derry (New Hampshire)
Derry is een plaats (town) in de Amerikaanse staat New Hampshire, en valt bestuurlijk gezien onder Rockingham County.

## Demografie
Bij de volkstelling in 2000 werd het aantal inwoners vastgesteld op 34021.

## Geografie
Volgens het United States Census Bureau beslaat de plaats een oppervlakte van 95,0 km², waarvan 92,7 km² land en 2,3 km² water. Derry ligt op ongeveer 139 m boven zeeniveau.

## Plaatsen in de nabije omgeving
De onderstaande figuur toont nabijgelegen plaatsen in een straal van 20 km rond Derry.